# Заида
Зайда (англ. Zaida) — город в провинции Хайбер-Пахтунхва, Пакистан, один из самых больших в округе Сваби. Население — 23 187 чел. (на 2010 год).

## Достопримечательности
Берег реки Инд является известным местом туризма в Заиде.

## Население
По результатам переписи 1998 года в городе проживало 22 220 человек.

## известные люди
- Нисар Мухаммад Юсуфзай, герой англо-афганской войны 1919 года
- Абдул Азиз Хан Кака, политзаключенный и борец за свободу пуштунов